# كريستيان لورينز
كريستيان لورينز (بالألمانية: Christian Lorenz)‏ (و. 1966  م) هو موسيقي من ألمانيا، وألمانيا الشرقية، ولد في برلين الشرقية.

## وصلات خارجية
- كريستيان لورينز على موقع IMDb (الإنجليزية)
- كريستيان لورينز على موقع ألو سيني (الفرنسية)
- كريستيان لورينز على موقع ميوزك برينز (الإنجليزية)
- كريستيان لورينز على موقع قاعدة بيانات الأفلام السويدية (السويدية)
- كريستيان لورينز على موقع أول ميوزيك (الإنجليزية)
- كريستيان لورينز على موقع أول ميوزيك (الإنجليزية)
- كريستيان لورينز على موقع ديسكوغز (الإنجليزية)
- كريستيان لورينز على موقع قاعدة بيانات الفيلم (الإنجليزية)
- كريستيان لورينز على موقع كينوبويسك (الروسية)

- كريستيان لورينز في قاعدة بيانات الأفلام على الإنترنت